# Charles Paumier du Vergier
Charles Victor Léon Joseph Paumier du Vergier, także du Verger (ur. 11 marca 1874 w Schaerbeek, zm. w XX wieku) – belgijski strzelec, dwukrotny medalista olimpijski i multimedalista mistrzostw świata.
Był związany z Brukselą. Dwukrotny uczestnik igrzysk olimpijskich (IO 1900, IO 1908). Wystartował w 7 konkurencjach. W Paryżu zdobył brązowy medal w karabinie dowolnym stojąc z 300 m, przegrywając wyłącznie z Larsem Jørgenem Madsenem i Ole Østmo. Podczas igrzysk w Londynie został wicemistrzem olimpijskim w drużynowym strzelaniu z pistoletu dowolnego z 50 m, osiągając trzeci rezultat w drużynie (skład zespołu: René Englebert, Charles Paumier du Vergier, Réginald Storms, Paul Van Asbroeck).
W latach 1900–1912 Paumier du Vergier zdobył 30 medali mistrzostw świata (12 złotych, 6 srebrnych i 12 brązowych), w tym 18 indywidualnych i 12 drużynowych. Podczas mistrzostw świata w latach 1905, 1906, 1908 i 1910 zdobył najwięcej medali wśród wszystkich strzelców (w 1908 roku ex aequo z kilkoma innymi zawodnikami). Jest jednym z najbardziej utytułowanych zawodników jeśli chodzi o liczbę zdobytych medali na mistrzostwach świata. Obok Paula Van Asbroecka jest również najbardziej utytułowanym belgijskim strzelcem.

## Wyniki

### Igrzyska olimpijskie
| Igrzyska    | Konkurencja                                     | Wynik                                         | Miejsce | Źródło |
| ----------- | ----------------------------------------------- | --------------------------------------------- | ------- | ------ |
| Paryż 1900  | Karabin dowolny, trzy postawy, 300 m            | 897 pkt. (302–297–298)                        | 6       | [ 6 ]  |
| Paryż 1900  | Karabin dowolny, trzy postawy, 300 m, drużynowo | 4166 pkt.(druż.) 897 pkt. ind. (302–297–298)  | 6       | [ 7 ]  |
| Paryż 1900  | Karabin dowolny leżąc, 300 m                    | 302 pkt.                                      | 15      | [ 8 ]  |
| Paryż 1900  | Karabin dowolny klęcząc, 300 m                  | 297 pkt.                                      | 9       | [ 9 ]  |
| Paryż 1900  | Karabin dowolny stojąc, 300 m                   | 298 pkt.                                      |         | [ 2 ]  |
| Londyn 1908 | Karabin dowolny, trzy postawy, 300 m, drużynowo | 4509 pkt. (druż.) 826 pkt. ind. (313–296–217) | 5       | [ 10 ] |
| Londyn 1908 | Pistolet dowolny, 50 jardów, drużynowo          | 1863 pkt. (druż.) 462 pkt. (ind.)             |         | [ 3 ]  |

### Medale na mistrzostwach świata
Opracowano na podstawie materiałów źródłowych:
| Mistrzostwa            | Konkurencja                                     | Wynik                                          | Miejsce |
| ---------------------- | ----------------------------------------------- | ---------------------------------------------- | ------- |
| Paryż 1900             | Karabin dowolny stojąc, 300 m                   | 298 pkt.                                       |         |
| Bruksela 1905          | Karabin dowolny, trzy postawy, 300 m            | 1004 pkt. (350–332–322)                        |         |
| Bruksela 1905          | Karabin dowolny, trzy postawy, 300 m, drużynowo | 4626 pkt. (druż.) 1004 pkt. ind. (350–332–322) |         |
| Bruksela 1905          | Karabin dowolny klęcząc, 300 m                  | 332 pkt.                                       |         |
| Bruksela 1905          | Karabin dowolny leżąc, 300 m                    | 350 pkt.                                       |         |
| Bruksela 1905          | Karabin dowolny stojąc, 300 m                   | 322 pkt.                                       |         |
| Bruksela 1905          | Pistolet dowolny, 50 m                          | 502 pkt.                                       |         |
| Bruksela 1905          | Pistolet dowolny, 50 m, drużynowo               | 2486 pkt. (druż.) 502 pkt. (ind.)              |         |
| Mediolan 1906          | Karabin dowolny, trzy postawy, 300 m            | 964 pkt. (318–338–308)                         |         |
| Mediolan 1906          | Karabin dowolny, trzy postawy, 300 m, drużynowo | 4495 pkt. (druż.) 964 pkt. ind. (318–338–308)  |         |
| Mediolan 1906          | Karabin dowolny klęcząc, 300 m                  | 338 pkt.                                       |         |
| Mediolan 1906          | Karabin dowolny stojąc, 300 m                   | 308 pkt.                                       |         |
| Mediolan 1906          | Pistolet dowolny, 50 m                          | 508 pkt.                                       |         |
| Mediolan 1906          | Pistolet dowolny, 50 m, drużynowo               | 2425 pkt. (druż.) 508 pkt. (ind.)              |         |
| Zurych 1907            | Karabin dowolny, trzy postawy, 300 m, drużynowo | 4672 pkt. (druż.) 971 pkt. ind. (340–321–310)  |         |
| Zurych 1907            | Pistolet dowolny, 50 m                          | 503 pkt.                                       |         |
| Zurych 1907            | Pistolet dowolny, 50 m, drużynowo               | 2398 pkt. (druż.) 503 pkt. (ind.)              |         |
| Wiedeń 1908            | Karabin dowolny, trzy postawy, 300 m            | 961 pkt. (319–342–300)                         |         |
| Wiedeń 1908            | Karabin dowolny klęcząc, 300 m                  | 342 pkt.                                       |         |
| Wiedeń 1908            | Pistolet dowolny, 50 m, drużynowo               | 2415 pkt. (druż.) 467 pkt. (ind.)              |         |
| Loosduinen 1910        | Karabin dowolny, trzy postawy, 300 m            | 1004 pkt. (349–333–322)                        |         |
| Loosduinen 1910        | Karabin dowolny, trzy postawy, 300 m, drużynowo | 4786 pkt. (druż.) 1004 pkt. (349–333–322)      |         |
| Loosduinen 1910        | Karabin dowolny leżąc, 300 m                    | 349 pkt.                                       |         |
| Loosduinen 1910        | Karabin dowolny stojąc, 300 m                   | 322 pkt.                                       |         |
| Loosduinen 1910        | Pistolet dowolny, 50 m                          | 518 pkt.                                       |         |
| Loosduinen 1910        | Pistolet dowolny, 50 m, drużynowo               | 2480 pkt. (druż.) 518 pkt. (ind.)              |         |
| Rzym 1911              | Karabin dowolny, trzy postawy, 300 m, drużynowo | 4603 pkt. (druż.)                              |         |
| Rzym 1911              | Pistolet dowolny, 50 m                          | 528 pkt.                                       |         |
| Rzym 1911              | Pistolet dowolny, 50 m, drużynowo               | 2473 pkt. (druż.) 528 pkt. (ind.)              |         |
| Bajonna, Biarritz 1912 | Pistolet dowolny, 50 m, drużynowo               | 2570 pkt. (druż.)                              |         |